# ميشيل دومون
ميشيل دومون (29 يناير 1941 - 13 أغسطس 2020)، هو ممثل كندي. ولد بمدينة «Kénogami» في مقاطعة كيبك الكندية، درس الأدب في جامعة مونتريال، بدأ مسيرته في عالم التمثيل خلال مهرجان مسرحي للهواة، وظهر لأول مرة في عام 1973 في كيبيك على خشبة مسرح ترايدنت، شغل منصب المدير الفني لمسرح جان دوسيب في مونتريال من 1991 إلى 2018.

## من أعماله
- مقهى دي فلور (فيلم)